# کلیسای ارامنه نمره چهل
کلیسای ارامنه نمره چهل' (ارمنی: Քառասուն հայկական եկեղեցի؛  یا کلیسای سورپ گئورگ) یک کلیسا متعلق به کلیسای حواری ارمنی و مربوط به دورهٔ پهلوی واقع در محله نمره چهل شهر مسجدسلیمان، استان خوزستان ایران می‌باشد. ساخت و ساز این ساختمان در دهه ۱۳۳۰ خورشیدی؛ به پایان رسید. این بنا به سبک معماری ارمنی طراحی شده است.